# Вессінгтон (Південна Дакота)
Вессінгтон (англ. Wessington) — місто (англ. city) в США, в округах Бідл і Генд штату Південна Дакота. Населення — 197 осіб (2020).

## Географія
Вессінгтон розташований за координатами 44°27′18″ пн. ш. 98°41′48″ зх. д. / 44.45500° пн. ш. 98.69667° зх. д. (44.455112, -98.696790).  За даними Бюро перепису населення США в 2010 році місто мало площу 0,98 км², уся площа — суходіл.

## Демографія
Згідно з переписом 2010 року, у місті мешкало 170 осіб у 91 домогосподарстві у складі 44 родин. Густота населення становила 174 особи/км².  Було 139 помешкань (142/км²).
Расовий склад населення:
| - 98,8 % — білих |

До двох чи більше рас належало 1,2 %. Частка іспаномовних становила 1,2 % від усіх жителів.
За віковим діапазоном населення розподілялося таким чином: 12,9 % — особи молодші 18 років, 56,5 % — особи у віці 18—64 років, 30,6 % — особи у віці 65 років та старші. Медіана віку мешканця становила 53,6 року. На 100 осіб жіночої статі у місті припадало 100,0 чоловіків;  на 100 жінок у віці від 18 років та старших — 102,7 чоловіків також старших 18 років.
Середній дохід на одне домашнє господарство  становив 43 060 доларів США (медіана — 35 096), а середній дохід на одну сім'ю — 46 041 долар (медіана — 35 313). Медіана доходів становила 33 750 доларів для чоловіків та 20 000 доларів для жінок. За межею бідності перебувало 18,1 % осіб, у тому числі 24,1 % дітей у віці до 18 років та 20,0 % осіб у віці 65 років та старших.
Цивільне працевлаштоване населення становило 136 осіб. Основні галузі зайнятості: мистецтво, розваги та відпочинок — 23,5 %, освіта, охорона здоров'я та соціальна допомога — 23,5 %, роздрібна торгівля — 11,0 %, будівництво — 11,0 %.